# Bennie Blades
Horatio Benedict Blades Sr., detto Bennie (Fort Lauderdale, 3 settembre 1966), è un ex giocatore di football americano statunitense che ha giocato nel ruolo di defensive back nella National Football League. Al college giocò a football a Miami.

## Carriera professionistica
Blades fu scelto come terzo assoluto nel Draft NFL 1988 dai Detroit Lions. Vi giocò fino al 1996 e trascorse l'ultima stagione in carriera ai Seattle Seahawks assieme al fratello maggiore Brian. Durante i suoi anni coi Lions, Blades era considerato uno difensori più fisici della NFL, venendo convocato per il Pro Bowl nel 1991. I suoi 815 tackle in carriera (cifra non ufficiale) sono il secondo massimo di tutti i tempi della franchigia di Detroit.

## Palmarès
- Convocazioni al Pro Bowl: 1

1991
- PFWA All-Rookie Team - 1988
- Jim Thorpe Award - 1987
- College Football Hall of Fame (classe del 2006)

## Statistiche
| Partite             | 136 |
| Partite da titolare | 134 |
| Tackle              | 772 |
| Intercetti          | 11  |